# Barry Murphy
Pour les articles homonymes, voir Murphy.
Pas d'image ? Cliquez ici

a Compétitions nationales et continentales officielles uniquement.

b Matchs officiels uniquement.
Dernière mise à jour le 12 novembre 2021.
Barry John Murphy, né le 28 novembre 1982 à Limerick, est un joueur de rugby à XV, retenu avec l'équipe d'Irlande dans le groupe de joueurs pour le Tournoi des six nations 2007, évoluant au poste de centre ou d'ailier (1,83 m et 86 kg).

## Carrière
Il joue toute sa carrière professionnelle avec la province de Munster en Coupe d'Europe (6 matchs en 2005-06, 4 en 2006-07) et en Celtic league.

## Statistiques
- 4 sélections
- 5 points (1 essai)
- Sélections par année : 2 en 2007, 2 en 2009
- Tournoi des Six Nations disputé : aucun.